# Achilorma bicincta
Achilorma bicincta är en insektsart som först beskrevs av Maximilian Spinola 1839.  Achilorma bicincta ingår i släktet Achilorma och familjen Tropiduchidae. Inga underarter finns listade i Catalogue of Life.